# Frenk Oušan
Frenk Oušan (puno ime Kristofer Edvin Bro; rođen 28. oktobra 1987.) je američki pevač, tekstopisac, muzički producent i fotograf. On je svoju muzičku karijeru započeo pišući tekstove za druge izvođače, pre nego što se 2010. pridružio hip hop grupi Odd Future.
Frenk je 2011. godine objavio svoj kritički uspešan debi projekat Nostalgia, Ultra, a potom je i sledeće godine potpisao ugovor sa producentskom kućom Def Jam Recordings 2012. godine. Njegov samizdat debi studijski album Channel Orange (2012) dobio je opšte odobravanje kritičara. Na dodeli Grammy-ja 2013. godine, bio je nominovan za album godine i osvojio je nagradu za najbolji urbani savremeni album. Hit singl albuma "Thinkin Bout You" je takođe Frenku doneo nominaciju za pesmu godine na toj ceremoniji.
Pre objavljivanja svog dugoočekivanog drugog albuma Blonde (2016), koji je bio predmet polemike nakon što je Frenk razrešio dugotrajne sporove oko ugovora sa Def Jam-om, Frenk je svoj prvi vizualni projekat, Endless, objavio isključivo na Apple Music, dan pre nego što je objavio svoj drugi studijski album, Blonde, kako bi ispunio svoj ugovor sa Def Jam-om i Blonde izdao samostalno.
 je debitovao na prvom mestu na Billboard 200 i bio je vrlo cenjen od strane kritičara, što dodatno pokazuje činjenica da mu je pripisana titula najboljeg albuma 2016. godine, na listi za kraj godine u časopisu Time. Album je dobio platinumsku sertifikaciju od strane Američkog udruženje diskografskih kuća (RIAA).
Među nagradama koje je Frenk osvoji su dve Grammy nagrade i jedna Brit Awards nagrada. U muzičkoj industrije je prepoznat zbog svog neobičnog muzičkog stila, introspektivnih tekstova pesama, nekonvencionalnih tehnika produciranja i širokog raspona vokala. Muzički kritičari su mu pripisali zasluge za preporod R&B-a, kako je njegov karakterističan zvuk i stil pisanja pesama uticao na brojne umetnike iz različitih muzičkih žanrova.
Van svoje muzičke karijere, Frenk je takođe bio specijalni fotograf za Vogue na godišnjoj Met Gala žurci i napravio je dve naslovne strane i vizualni esej za britanski modni magazin i -D.

## Rani život
Frenk, čije je puno ime Kristofer Edvin Kuksi, rođen je 28. oktobra 1987. godine u Long Beach-u u Kaliforniji. Njegovo pravno prezime je kasnije promenjeno u Bro (eng. Breaux). Kad je imao samo pet godina, on i njegova porodica su se preselili u New Orleans.
Frenk se prvi put upoznaje sa muzikom pomoću njegove majke koja je često puštala džez muziku u njenom automobilu. Kako je odrastao, počeo je da posećuje džez barove i salone u New Orleans-u, što ga je ohrabrilo da počne da snima sopstvenu muziku.
Kako bi prikupio sredstva za iznajmljivanje muzičkog studija, kao tinejdžer je obavljao nekoliko poslova poput pranja automobila, košenja travnjaka i hodanja pasa svojih suseda.
Nakon što je 2005. maturirao u srednjoj školi John Ehret u New Orleans-u, Frenk upisuje univerzitet u istom gradu, studirajući engleski jezik. Međutim, uragan Katrina je pogodio New Orleans u avgustu 2005. godine, uništavajući njegov dom i njegov lični muzički studio, prisilivši ga da se prebaci na univerzitet u Louisian-i u Lafayette-u. Tamo nije ostao dugo, pre nego što se ispisao.

## Karijera

### 2006–2011: Počeci karijere,i
2006. godine Frenk se preselio u Los Angeles kako bi nastavio svoju muzičku karijeru, radeći pritom poslove na mestima brze hrane i radeći razne usluge kako bi imao dovoljno novca da se prehrani. Za manje od tri godine, utemeljio je svoju reputaciju kao tekstopisac. Nakon što je sklopio ugovor sa produkcijskom kucom, Frenk je pre svega pisao pesme za druge umetnike, uključujući -a, John Legend-a i Brandy-ja.

Frenk je sledeće rekao o svom radu u to vreme: "Bilo je trenutaka kada sam komponovao za druge ljude, a možda bi bilo i najlakše da to nastavim i uživam u konstantom toku prihoda i anonimnosti. Ali, to nije ono zbog čega sam se odselio od škole i od porodice." 
Frenk upoznaje članove hip hop kolektiva, Odd Future, i ubrzo se i on sam pridružuje grupi, 2009. godine. Njegovo prijateljstvo sa članon Odd Future-a, Tyler, The Creator-om, ponovo je osnažilo njegovu veštinu pisanja pesama. Krajem 2009. godine upoznao je Tricky Stewart-a koji mu je u tome vreme pomogao da potpiše ugovor sa Def Jam Recordings-om. Kako je vreme prolazilo, Frenk je bivao sve vise isfrustriran na Def Jam i ubrzo, započeo je rad na sopstvenom projektu.
16. februara 2011. godine, Frenk je samostalno izdao dati projekat, Nostalgia, Ultra, na kome je dobio pozitivne kritike publike. Projekat se fokusira na međuljudske odnose i lične refleksije.NPR-ov Andrew Noz je rekao da je Frenkovo pisanje pesama "pametno i suptilno ... izdvajajući ga iz čopora." 
Iste godine, Frenk je izjavio da su se njegovi odnosi sa Def Jam-om poboljšali od izlaska Nostalgia, Ultra. Projekat je učinio Frenka široko poznatim, što je dovelo do njegove saradnje sa reperima Jay-Z i Kanye West. Frenk se prvi put pojavio u Tyler, The Creator-ovom muzickom videu za singl "She", sa Tyler-ovog debi studijskog albuma Goblin (2011).
Njegov prvi nastup bio je u suradnji sa Odd Future na festivalu muzike i umetnosti, Coachella Valley, gde im se kasnije i pridružuje na njihovoj turneji po istočnoj obali Sjedinjenih Američkih Država. 19. maja 2011. godine, Frenkova izdavačka kuća je najavila planove za ponovno izbacivanje njegovog projekta Nostalgia, Ultra u vidu EP-a. Singl "Novacane" objavljen je na iTunes-u u maju 2011. godine, a EP, koji je prvobitno trebao biti objavljen sledećeg meseca, je bio odložen.
28. jula 2011. godine, pesma pod nazivom "Thinkin Bout You", je procurila na internet. Kasnije je otkriveno da je pesma bila referentna pesma koju je Frenk napisao za studijski album umetnice Bridget Kelly. Kelly je preimenovala pesmu, i izdala ju je pod imenom 'Thinking About Forever'.
U avgustu 2011. Frenk se prvi put pojavljuje na naslovnoj strani publikacije FADER  u časopisu broju 75.

### 2012–2013:
Frenk objavljuje omot za vodeći singl sa svog debi studijskog albuma, 10. aprila 2012. Zvanično ime pesme je „Thinkin Bout You“. Međutim, mesec dana ranije nego planirano, puna verzija pesme je već procurila na internet.
O perspektivnom singlu, Frenk je rekao: "Ukratko me opisuje kao umetnika tamo gde sam trenutno i to je i bio cilj".
"Reč je o pričama. Ako napišem 14 priča koje volim, onda je sledeći korak da napravim muzičko okruženje kako bih najbolje obuhvatio te priče u pesme..."
Frenk je 2012. objavio svoj debi studijski album Channel Orange na sveopšto odobravanje kritičara. Album je kasnije i proglašen za najbolji album godine.Takođe je osvojio šest Grammy nominacija, a neki pisci su mu pripisali zasluge za preusmeravanje R&B žanra u drugom, izazovnijem pravcu.
Razmatrano kao Frenkovo prvo komercijalno izdanje na tradicionalnoj diskografskoj listi, Channel Orange je predstavio nesvakidašnje pesme koje su sadržale neobično pripovedanje i socijalno svestan društveni komentar, te gusti muzički spoj koji vodi inspiraciju iz hip-hop, soul i R&B muzike. Fank i električna muzika su takođe uticale na njegov album. Pesme o neuzvraćenoj ljubavi su posebno privukle pažnju, delom i zbog Frenkove izjave uoči izlaska albuma, kada je otkrio da je njegova prva ljubav bio muškarac. Izjava je imala globalni uticaj, a neki kritičari su je poredili sa onom, kada je David Bowie otkrio da je biseksualan 1972. godine.

### 2014–2016:i
U februaru 2013. godine, Frenk je potvrdio da je započeo rad na svom drugom studijskom albumu, za koji je potvrdio da će takođe biti konceptualni. Otkrio je da je na snimanju za album sarađivao sa Tyler, The Creator-om, Pharrell Williams-om i Danger Mouse-om.
U aprilu 2014. godine, Frenk je izjavio da je njegov drugi album skoro završen, a u junu, Billboard  je prijavio o tome da je Frenk radio sa nizom umetnika kao što su Happy Perez (sa kojim je radio na Nostalgia, Ultra ), Charlie Gambetta i Kevin Ristro, a producenti Hit-Boy, Rodney Jerkins i Danger Mouse su takođe bili na albumu.
Frenk u aprilu sledece godine objavljuje da će njegov sledeći studijski album biti dostupan u julu, podeljen na dve verzije, a dalji detalji nisu bili objavljeni. Album na kraju nije izašao u julu, bez objašnjenja za odlaganje ili novog datuma za izlazak.
Istog meseca, 2016. godine, Frenk nagoveštava na mogući drugi album, sa slikom na svojoj web stranici koja upućuje na datum izlaska u julu. Slika prikazuje karticu za biblioteku sa oznakom Boys Don’t Cry i brojnim pečatima, sa različitim datumima isteka roka. Najraniji datum je 2. jul 2015. a najkasniji je jul 2016.
1. avgusta 2016. godine, oko 3 sata ujutro, snimak, uživo sniman u negativnom osvetljenju, u navodnom skladištu u Brooklyn-u, pod pokroviteljstvom Apple Music-a, počeo je da se prikazuje na . Snimak je predstavljao beskonačnu petlju u kojoj se mogao primetiti Frenk kako rezbari drvo, praćen spontanim sviranjem instrumenata u pozadini. Kasnije je postalo jasno da su ovi vizuelni prikazi sa njegovog novog projekta, pod imenom Endless. Pretpostavljeno je da puna verzija snimka traje oko 140 sati.
18. i 19. avgusta, live stream je bio popraćen muzikom, i od ponoći, Apple Music link u opisu je vodio do sajta projekta pod imenom .  je bio Frenkov poslednji album sa Def Jam Recordings sa kojim je ispunio svoj ugovor sa diskografskom kućom. Svoje pregovore sa diskografskom kućom opisuje kao "sedmogodišnju šahovsku igru", dodajući da je zamenio mnoge svoje predstavnike (uključujući svog advokata i menadžera) tokom procesa, kao i da je morao otkupiti sve svoje muzičke snimke koji su ranije pripadali Def Jam-u . 
U ponoć, po pacifičkom vremenu, 20. avgusta 2016. godine, muzički video za pesmu pod nazivom "Nikes" objavljen je na Frenkovoj Connect stranicu na Apple Music, a kasnije i na njegovom vlastitu vebsajtu. Takođe 20. avgusta, Frenk najavljuje pop-up prodavnice u Los Angeles-u, New York-u, Chicag-u i Londonu za svoj časopis Boys Don't Cry. Takođe 20. avgusta, zvanicno je objavljen njegov drugi studijski album, Blonde.
 je debitovao na prvom mestu u nekoliko zemalja, uključujući Sjedinjene Američke Države i Ujedinjeno Kraljevstvo, i zabeležio je prodaju od oko 232.000 primeraka u prvoj nedelji.
Umesto da ide na tipičnu promotivnu turneju,  Frenk je proveo mesec dana nakon objavljivanja Blonde, putujući u zemlje poput Kine, Japana i Francuske. Takođe je odlučio da ne preda svoj drugi studijski album na razmatranje za Grammy nominaciju, navodeći da "ta institucija sigurno ima nostalgičnu vrednost; čini se da ne predstavlja bas najbolje ljude koji dolaze odakle je dolazim." 
Time je Blonde svrstao kao najbolji album 2016. na svojoj listi za kraj godine. Forbes je procenio da je Blonde, Frenku zaradio gotovo million dolara zarade nakon samo nedelju dana dostupnosti. Blonde je 9. jula 2018. godine dobio platinumsku sertifikaciju od strane Američkog udruženje diskografskih kuća 